# Iglesia metodista
La Iglesia metodista es un movimiento cristiano que se inició a mediados del siglo XVIII en el Reino Unido. Se inspiró en la vida y las enseñanzas de John Wesley, acreditándose a su hermano Charles Wesley y a George Whitefield haber sido líderes de significación en ese movimiento. La idea de John Wesley no era separar a la población británica de la iglesia anglicana ni traer otra iglesia reformada al país. Ejerció su ministerio en Pensilvania, una de las trece colonias británicas en América, y a su regreso a Londres inició la predicación popular, aun cuando no abandonó el anglicanismo hasta los últimos años de su vida.
En la actualidad hay aproximadamente 90 millones de metodistas en el mundo. Porcentualmente el país con más metodistas es el Reino Unido (11,6 %), pero en cantidad es Estados Unidos, siendo la religión mayoritaria en  Dakota del Norte, Dakota del Sur y Minesota.
Casi todas las denominaciones metodistas del mundo forman parte de un cuerpo consultivo internacional denominado Consejo Metodista Mundial (World Methodist Council), que tiene sus oficinas centrales en Lago Junaluska (Carolina del Norte), Estados Unidos de América.

## Historia
La fundación de la Iglesia metodista en el siglo XVIII se acredita a John Wesley, aunque no fue su intención personal efectuar tal fundación. Lo consideraba una arrogancia, pues pensaba que quien funda una iglesia necesariamente es porque considera que las existentes son inferiores. La Iglesia anglicana era la Iglesia oficial de Inglaterra, y Wesley nació, vivió y murió anglicano. Fue enterrado bajo el rito anglicano .
Wesley trabajó toda su vida para que los cristianos, cualquiera que fuese su denominación, fueran practicantes serios de su fe. Sin proponérselo, lideró un gran avivamiento espiritual en plena revolución industrial inglesa. Durante más de 60 años predicó al aire libre a grandes multitudes, más de tres sermones diarios.

### John Wesley y su predicación
Alguna vez escribió en su diario: "Mi vida es predicar". Decía Paul Johnson, el historiador, que si Wesley no fue el más grande predicador de la historia, por lo menos sí fue el más tenaz. Fue un hombre inquieto, disciplinado y metódico. De aquí viene el nombre metodista, que al comienzo sólo era un sobrenombre, pero que con el tiempo vino a ser una importante Iglesia.
Wesley publicó una extensa biblioteca de autores cristianos, que comprendía autores de diversas tendencias. Tenía un espíritu ecuménico. Aprendió español solo por el placer que le producía la poesía y la mística española. Aprendió y dominó el alemán para conocer de cerca el pietismo alemán y a Lutero. Citaba la Biblia directamente del griego. El hebreo no lo dominaba muy bien. Leyó en latín las extensas obras de la patrística cristiana, que conocía ampliamente. También escribió cerca de 200 libros, muchos de los cuales eran resúmenes de obras técnicas de su tiempo, pero la mayor parte fueron obras teológicas y sermones.

## Iglesias metodistas por el mundo
La iglesia metodista tiene fuerte presencia en el continente americano, sobre todo en los Estados Unidos.
La mayoría de iglesias metodistas están organizadas en torno al Consejo Metodista Mundial.

### Iglesia metodista en los Estados Unidos
En Estados Unidos hay fuerte presencia del metodismo, debido a la conquista de las trece colonias británicas. La primera Iglesia metodista en Estados Unidos fue fundada en Pensilvania, una década antes de la independencia de los Estados Unidos. Actualmente la Iglesia metodista unida tiene sede en California, Dakota del Norte, Dakota del Sur, Minesota, Texas e Illinois y cuenta con aproximadamente 29 millones de miembros.

### Iglesia metodista en Canadá
La iglesia metodista en Canadá tiene congregaciones en los estados de Ontario y Quebec. Cuenta con alrededor de 2.600 000 miembros, siendo la segunda denominación protestante más grande de Canadá después del presbiterianismo (5,5 millones de miembros).

### Iglesia metodista en Corea del Sur
La Iglesia metodista en Corea del Sur tiene alrededor de 2 millones de miembros, siendo el país con mayor porcentaje de metodistas al igual que protestantes del continente de Asia. Tiene sede en Seoul.

### Iglesia metodista de República Democrática del Congo
República Democrática del Congo tiene fuerte presencia de metodistas. Son el segundo país de África con más metodistas después de Zambia. Cuenta con alrededor de 1,9 millones de miembros.

### Iglesia metodista de Zambia
Zambia es el país con mayor número de metodistas en África. Tiene alrededor de 5 millones de miembros, cuenta con más de 8000 pastores y tiene sede en Lusaka.

### Iglesia metodista Reino Unido
- Iglesia Metodista de Gran Bretaña

### Iglesia metodista Irlanda
- Iglesia Metodista en Irlanda

### Iglesia metodista España
- Iglesia Metodista Libre de España
- Iglesia Evangélica Metodista Unida
- Iglesia evangélica española

### Iglesia metodista China
- Iglesia metodista en Sichuan

### Iglesia metodista Estonia
- Iglesia metodista en Tallin